# Scaphinotus riversi
Scaphinotus riversi är en skalbaggsart som beskrevs av Hans Roeschke. Scaphinotus riversi ingår i släktet Scaphinotus och familjen jordlöpare. Inga underarter finns listade i Catalogue of Life.